# Otto Crelinger (Bankier)

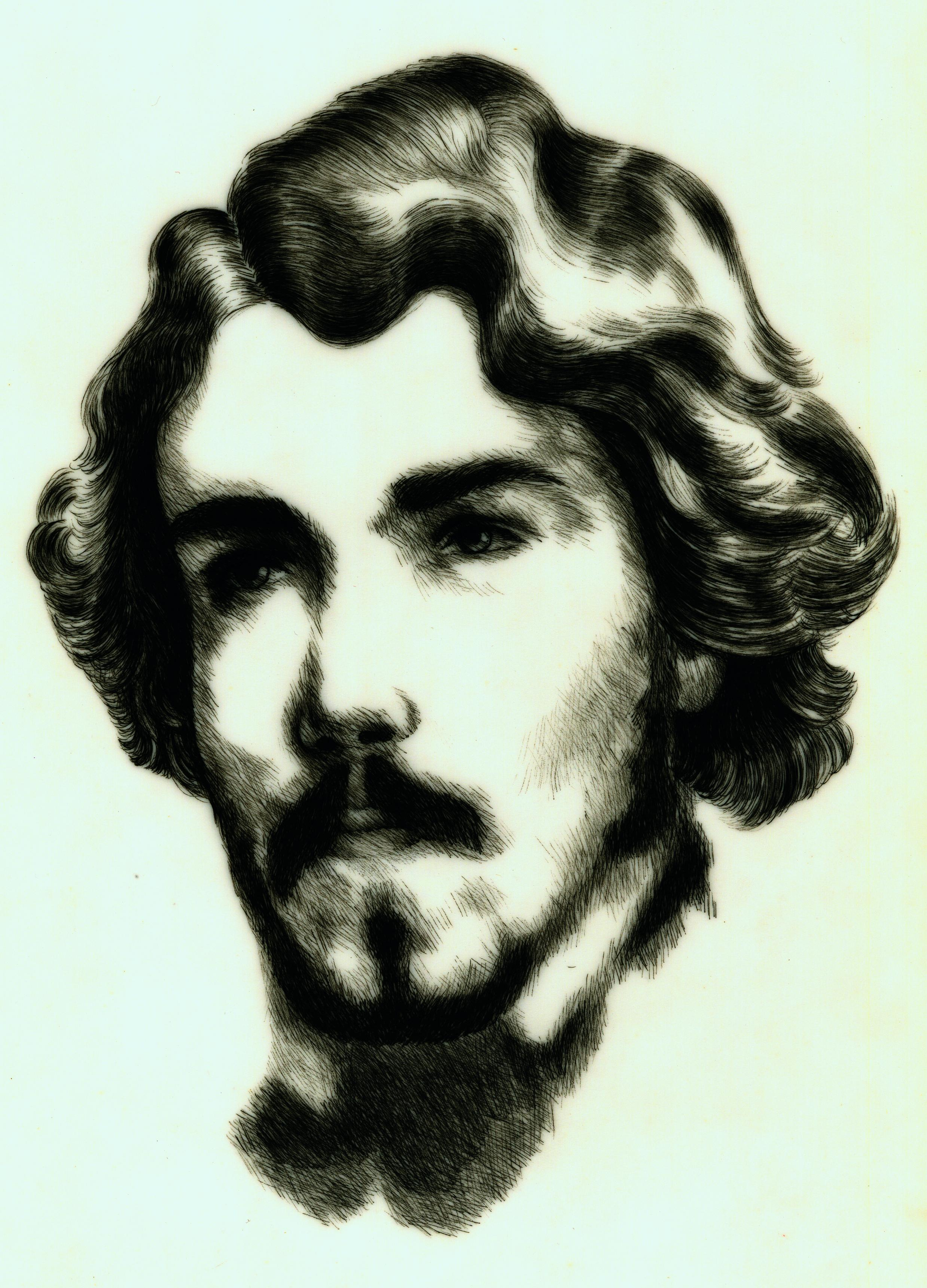
Otto Crelinger, Zeichnung von Ina Schneider

Otto Crelinger (* 3. August 1802 in Hannover; † 21. März, nach anderen Angaben 18. Mai 1874 in Berlin) war ein deutscher Bankier. Als Gründer der Allgemeinen Eisenbahn-Versicherungs-Gesellschaft zählt er zu den bedeutenden Pionieren der Versicherungswirtschaft im 19. Jahrhundert.

## Jugend und Elternhaus
Crelinger wuchs als Sohn einer jüdischen Kaufmannsfamilie auf. Seine Mutter war Henriette Wilhelmine Charlotte Catherina Crelinger (1774–1826), geb. Philippsborn, Tochter des Friedrich Wilhelm Benjamin Philippsborn und der Pessel, geb. Herfort Liebmann. In den Befreiungskriegen finanzierte sie mit einer größeren Geldspende die Gründung eines Freikorps durch Friedrich Ludwig Jahn. Crelingers Vater war der Hoffaktor der preußischen Armee (1813 Intendant der Nordarmee) und Geheime Kriegsrat Johann Jacob Crelinger (1753–1837), der sich um 1801/03 taufen ließ. Vom Grafen Johann Christian Heinrich Hermann zu Solms erwarb er 1822 die Güter Langenöls und Welkersdorf. 1826 erlitt Johann Jacob Crelinger jedoch einen Konkurs durch Spekulation mit fremden Staatsanleihen.

## Familie und politisches Engagement
Seine Mutter war strikt gegen Otto Crelingers Ehepläne, verstarb jedoch im Dezember 1826 in Folge eines Schlaganfalls. Am 31. Januar 1827 verlobte Crelinger sich mit der seit 1824 verwitweten Schauspielerin Auguste Sophie Stich, geb. Düring, die er am 23. April 1827 heiratete. Die Töchter aus ihrer Ehe mit dem Schauspieler Wilhelm Heinrich Stich (1794–1824), Bertha (1818–1876) und Clara (1820–1865), sowie ihren Sohn Gustav (1822–1848) nahm er an Kindes statt an.
Eine gemeinsame Tochter des Ehepaars, Johanne Henriette Emilie Auguste Crelinger (1828–1900), heiratete 1851 den Juristen Friedrich Adolf Alexander Groschke (1821–1871), der von 1852 bis 1870 als Landrat im schlesischen Frankenstein amtierte und sich dadurch hoch verschuldete. Nach seinem Tod gründete Auguste Groschke ein privates Erziehungs-Pensionat für höhere Töchter. Aus dem Nachlass der Musikpädagogin Clara Groschke, einer Enkelin des Otto und der Auguste Crelinger, wurde 1925 ein heute verschollenes Porträt Auguste Crelinger als Jungfrau von Orleans (1818) von Friedrich Georg Weitsch sowie ein Bildnis des Johann Jacob Crelinger in das Märkische Museum eingeliefert.
Crelinger interessierte sich für Theater, Kunst und Literatur und war auf diesen Gebieten auch mäzenatisch aktiv. Das Haus des Ehepaars wurde ein Sammelpunkt der Berliner Geselligkeit. Die Briefe aus Paris und Frankreich im Jahre 1830 von Friedrich von Raumer sind an Crelinger gerichtet. Mit Friedrich Hebbel diskutierte er kenntnisreich über dessen Tragödien wie Judith oder Maria Magdalena.
Während der Märzrevolution von 1848 unterstützte Otto Crelinger den Demokratisch-Konstitutionellen Club um den Schriftsteller Robert Prutz. Gegründet wurde der Club am 28. März 1848 im Bahnhofsgebäude der Berlin-Potsdamer Eisenbahn; sein erster Sprecher wurde Ottos ältester Bruder, der Advokat und Justizrat am Obertribunal Friedrich Ludwig Crelinger (1797–1853). Ein weiterer Bruder war Friedrich Wilhelm Crelinger (* 13. Januar 1801 in Minden, † 9. Dezember 1863 in Grünhof bei Stettin),  der sich am 14. Oktober 1824 in Heidelberg als Jurastudent immatrikulierte, 1827 Forstsekretär in Stralsund, 1836 Regierungs- und Forstrat in Potsdam wurde und später in Minden und Stettin amtierte. Sein Sohn Wilhelm Crelinger (* 31. Januar 1841 in Minden; † 14. November 1881 in Reinerz), Neffe des Otto Crelinger, wurde ebenfalls Forstmeister.

## Gründung der Eisenbahn-Assekuranz-Gesellschaft
Crelinger war von Haus aus Bankier und Verwaltungsratsmitglied der Berlin-Potsdamer Eisenbahn-Gesellschaft. Kurz nachdem die Gesellschaft am 29. Oktober 1838 ihre Stammstrecke zwischen Berlin und Potsdam eröffnete, wurde in Preußen am 3. November 1838 ein Gesetz erlassen, das bei Eisenbahnen eine verschärfte Gefährdungshaftung für Personen- und Sachschäden vorsah, bei der das Eisenbahnunternehmen die Beweislast trug.
Um diesem Risiko zu begegnen, beantragte Crelinger am 9. September 1843 bei Friedrich Wilhelm IV. die Genehmigung einer Eisenbahn-Assekuranz-Gesellschaft, die bei Personenschäden eine festgelegte Summe übernehmen sollte. Der Antrag war nicht erfolgreich, da angenommen wurde, dass die Existenz einer solchen Absicherung die Fahrlässigkeit der Eisenbahngesellschaft erhöhen würde.
Crelinger arbeitete jedoch weiter an der Idee und entwickelte im Oktober 1844 einen Unfallversicherungsschutz, dessen Genehmigung jedoch aus den gleichen Gründen abgelehnt wurde. Jahrelange weitere Verhandlungen führten am 26. September 1853 zur Gründung der Allgemeinen Eisenbahn-Versicherungs-Gesellschaft zum Betrieb der Transport-, Lebens-, Unfall- und Feuerversicherung für den Eisenbahn-Verkehr, deren erster Direktor Crelinger wurde. Als später die Beschränkung auf den Eisenbahnverkehr wegfiel, wurde die Gesellschaft in Victoria umbenannt.
Ein Porträt, das seine Frau von ihm gezeichnet hatte, versah er mit dem handschriftlichen Motto: „Der Körper ist zur Sklaverei geboren – das Herz zur Freiheit! Otto Crelinger.“ Einer schweren und schon im Frühjahr 1874 als lebensgefährlich erkannten Erkrankung erlag Crelinger im März, nach anderen Angaben erst im Mai des Jahres 1874.